# Krzyż Marynarki Wojennej (Brazylia)
Krzyż Marynarki Wojennej (port. Cruz Naval) – najwyższe brazylijskie wojskowe odznaczenie, ustanowione 13 grudnia 1943.
Przyznawane jest personelowi wojskowemu Brazylijskiej Marynarki Wojennej w służbie czynnej, rezerwie lub w stanie spoczynku, którzy wykazali się męstwem lub wykonywali działania wykraczające poza ich obowiązki.
W brazylijskiej kolejności starszeństwa odznaczeń miejsce bezpośrednio po nim zajmuje Krzyż Bojowy, przyznawany za podobne zasługi żołnierzom i oficerom brazylijskich wojsk lądowych.